# Calythea paektusana
Calythea paektusana är en tvåvingeart som beskrevs av Suh 1991. Calythea paektusana ingår i släktet Calythea och familjen blomsterflugor.
Artens utbredningsområde är Nordkorea. Inga underarter finns listade i Catalogue of Life.